# Wilhelm Furtwängler
Gustav Heinrich Ernst Martin Wilhelm Furtwängler (IPA /ˈvɪl.hɛlm ˈfʊrt.ˌvɛŋ.lɐ/; Berlino, 25 gennaio 1886 – Baden-Baden, 30 novembre 1954) è stato un direttore d'orchestra e compositore tedesco.
È considerato uno dei più importanti direttori del ventesimo secolo, nonché della storia della musica classica occidentale, in particolare grazie alle sue interpretazioni della musica sinfonica tedesca e austriaca che rappresentano ancora un punto di riferimento per musicologi e direttori d'orchestra attuali.
Ha diretto l'Orchestra Filarmonica di Berlino con la quale si è identificato per tutta la vita. Furtwängler sintetizzò la tradizione dell'interpretazione germanica iniziata da Richard Wagner e proseguita dai primi due direttori permanenti dell'Orchestra Filarmonica: Hans von Bülow e Arthur Nikisch.
Il suo approccio alla musica, profondamente influenzato dalle teorie del musicologo ebreo viennese Heinrich Schenker, è stato spesso confrontato e contrapposto con quello del suo storico rivale Arturo Toscanini, che voleva eseguire rigorosamente come riportato nelle partiture. Ha avuto una notevole influenza su tutti i direttori d'orchestra del dopoguerra, in particolare sul suo successore Sergiu Celibidache.
Molte critiche gli vennero mosse a causa della posizione ambivalente tenuta nei confronti dell'ideologia nazista, nonché del ruolo, dell'immagine e di alcune scelte controverse riguardo al regime di Adolf Hitler.

## Biografia

### Infanzia e inizi della carriera

#### Infanzia

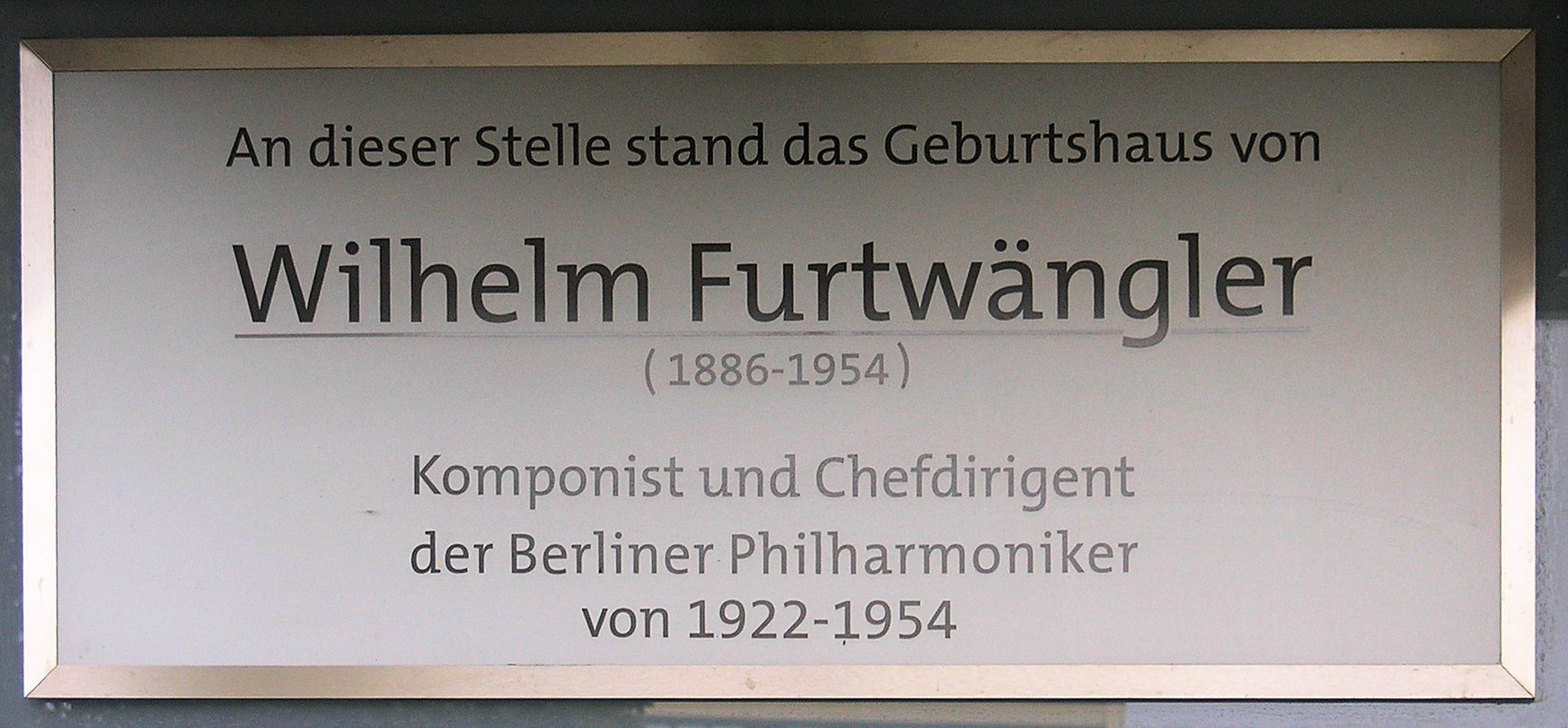
Placca commemorativa sulla Nollendorfplatz, à Berlino-Schöneberg dove Furtwängler nacque.

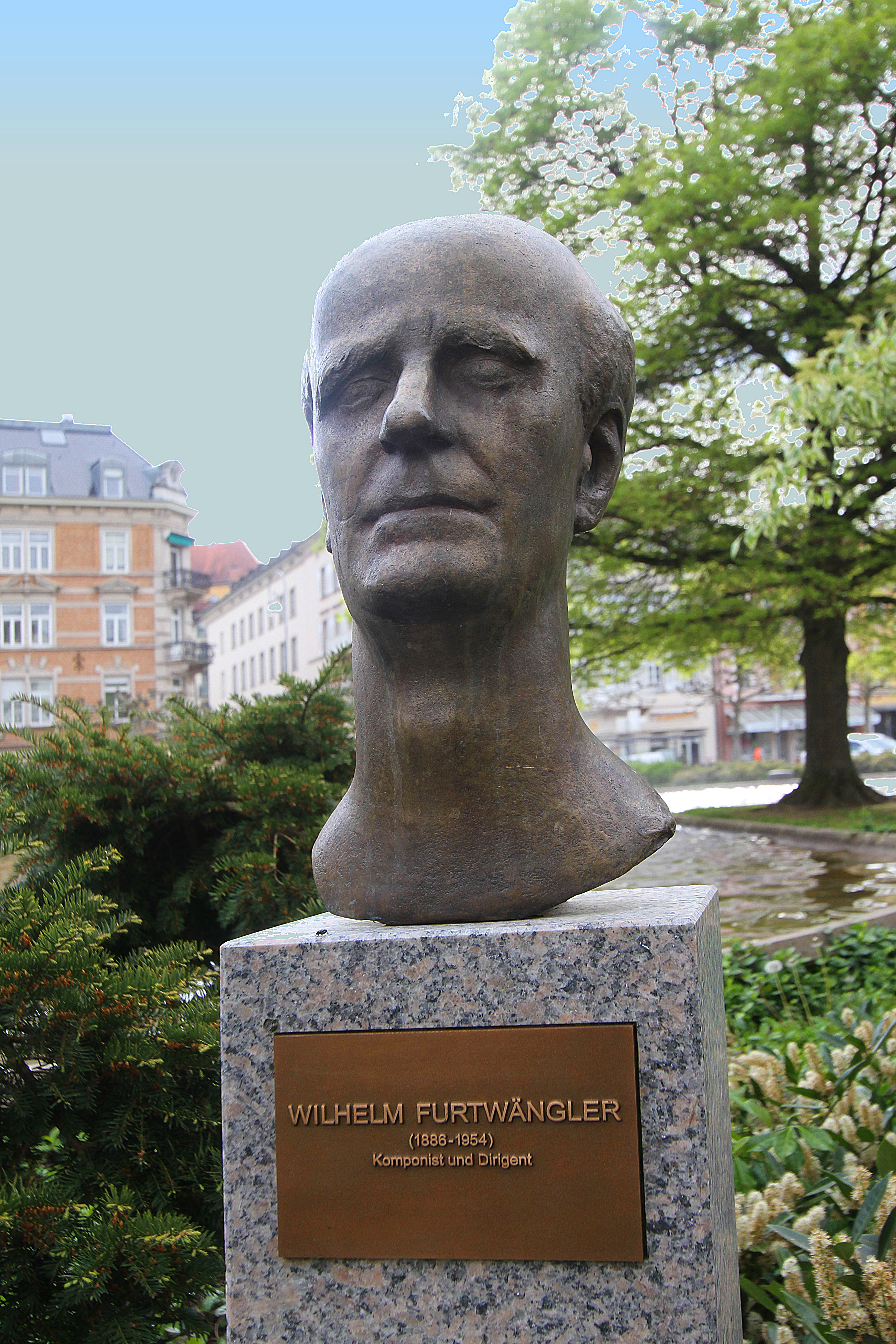
Busto di Wilhelm Furtwängler a Baden-Baden

Il padre di Wilhelm, Adolf Furtwängler (cugino del matematico Philipp Furtwängler), era un importante archeologo che diresse gli scavi tedeschi ad Egina, Micene e Olimpia - una stanza porta il suo nome al Museo archeologico di Olimpia - e alcune delle sue opere svolte sulle ceramiche greche antiche sono autorevoli ancora oggi Sua madre, Adelheid Furtwängler (cognome da nubile Wendt), il cui padre era stato amico di Johannes Brahms, era una pittrice. Suo zio materno era lo zoologo Anton Dohrn che aveva fondato l'istituto di zoologia di Napoli che oggi porta il suo nome. Wilhelm era il maggiore di quattro figli, i suoi fratelli e le sue sorelle si chiamavano Walter, Märit e Annele. Trascorse la maggior parte della sua infanzia in una località nei pressi di Monaco di Baviera, dove suo padre insegnava all'Università Ludwig Maximilian. Sin dalla tenera età ricevette un'educazione musicale, sviluppando molto presto una predilezione per Ludwig van Beethoven, compositore che lo ha accompagnato artisticamente per tutta la vita. Sebbene la sua fama postuma lo riconosca principalmente come direttore d'orchestra, Furtwängler fu anche compositore, ed egli si considerava in primo luogo tale, avendo iniziato la carriera da direttore solo per dirigere le proprie composizioni.
Studiò pianoforte e composizione con Joseph Gabriel Rheinberger e con Max von Schillings. Debuttò a vent'anni nella direzione d'orchestra dirigendo alcuni suoi brani, che, tuttavia, non furono bene accolti. Questo fatto lo portò ad abbandonare la composizione per concentrarsi sulla direzione. Al suo primo concerto diresse la Kaim Orchestra (ora Orchestra Filarmonica di Monaco di Baviera). Successivamente ricoprì incarichi a Monaco di Baviera, Lubecca, Mannheim, Francoforte e Vienna. Divenne anche direttore del Festival di Salisburgo e del Festival di Bayreuth. La sua carriera ebbe un balzo importante quando, nel 1922, fu nominato direttore stabile della Gewandhausorchester di Lipsia, succedendo ad Arthur Nikisch e rimanendo in carica fino al 1928, e direttore dei Berliner Philharmoniker, che diresse fino al 1945.
Furtwängler fece anche un certo numero di apparizioni all'estero: debuttò a Londra nel 1924 e vi continuò a dirigere fino al 1938. Nel 1925 presenziò come ospite della New York Philharmonic Orchestra. Nel 1928 diresse la prima esecuzione assoluta nella Singakademie am Unter den Linden di Berlino di Variationen für Orchester (op. 31) di Arnold Schönberg. Nel 1930 diresse la prima esecuzione nella Alte Philharmonie Saal di Berlino di Konzertmusik per viola e grossa orchestra da camera op. 48 di Paul Hindemith. Nel 1931 diresse la ripresa nel Festspielhaus di Bayreuth di Tristan und Isolde di Richard Wagner. Nel 1933 diresse la ripresa nel Théâtre de l'Opéra di Parigi di Lohengrin di Richard Wagner.
Verso la fine della seconda guerra mondiale Furtwängler si trasferì in Svizzera. Fu durante questo periodo che compose gran parte di quella che è considerata la sua opera più significativa, la Sinfonia n. 2 in mi minore. I lavori della sinfonia iniziarono nel 1944. Venne eseguita per la sua prima nel 1948 dalla Filarmonica di Berlino sotto la direzione di Furtwängler stesso. Furtwängler fece registrare l'esecuzione dalla Deutsche Grammophon; la musica era nella tradizione di Anton Bruckner e Gustav Mahler, composta per una grande orchestra romantica. Un altro importante lavoro è il Sinfonie-Konzert (concerto sinfonico per pianoforte e orchestra), completato nel 1937. Molti temi di questo lavoro sono stati inseriti da Furtwängler anche nell'incompiuta Sinfonia n. 3 in do diesis minore.
Dopo il secondo conflitto mondiale Furtwängler riprese a dirigere e a registrare, divenendo molto popolare in Europa. Morì nel 1954 a Ebersteinburg (oggi quartiere di Baden-Baden), e fu sepolto nel cimitero monumentale di Heidelberg (Bergfriedhof). Nel decimo anniversario della sua morte venne tenuto un concerto alla Royal Albert Hall di Londra, condotto dal suo biografo Hans-Hubert Schönzeler. Furtwängler fu famoso per le sue direzioni di Beethoven, Brahms, Bruckner e Wagner, tuttavia diresse anche musica più moderna, come quella composta da Schoenberg e la prima mondiale del Concerto per pianoforte n. 5 in sol di Prokof'ev (con il compositore al pianoforte) il 31 ottobre 1932.
Significativo fu il rapporto con l'Italia, che gli permise di dirigere nuovamente in pubblico già da poco dopo il termine della seconda guerra mondiale; il Teatro alla Scala di Milano mise in scena L'anello del Nibelungo sotto la sua direzione (Brunhilde : Kirsten Flagstad). L'opera fu ripresa nel 1953 alla RAI di Roma con l’Orchestra della radiotelevisione italiana per la radio (Brunhilde :  Martha Modl). Storiche alcune collaborazioni con le orchestre della RAI della capitale e di Torino: il concerto per violino di Brahms con Gioconda De Vito, il quarto concerto per pianoforte di Beethoven con Pietro Scarpini, la terza, quinta e sesta sinfonia di Beethoven e perfino la quinta sinfonia di Čajkovskij con l'orchestra della RAI. Un po' meno riuscita, invece, l'esecuzione dell'Otello di Giuseppe Verdi a Salisburgo, suo unico approccio con il melodramma italiano, per lo studio della quale si entusiasmo’. Otello era Ramon Vinay, l’ultimo apprezzatissimo Otello di Toscanini, e Cassio un giovane Anton Dermota. Meno indovinata la Desdemona troppo ‘alla tedesca’ della Martinis. Rimane una registrazione storica del festival di Salisburgo del 1951. 
Nel Teatro alla Scala dirige la ripresa di Il crepuscolo degli dei di Richard Wagner nel 1950, Parsifal di Wagner ed Orfeo ed Euridice di Christoph Willibald Gluck con Fedora Barbieri nel 1951, I maestri cantori di Norimberga di Wagner nel 1952 e un concerto con la Orchestra filarmonica di Berlino nel 1954.
Nel 1953 diresse il Fidelio di Beethoven al Wiener Staatsoper.

### Vita privata
Furtwängler è stato sposato due volte. Nel 1923 sposò la danese Zitla Lund. In quel momento aveva altri quattro figli nati fuori dal matrimonio. Dall'unione con Zitla Lund non nacquero figli e la coppia si separò nel 1931. Il divorzio, tuttavia, arrivò solo nel 1943. Nello stesso anno sposò Elisabeth Ackermann, la quale aveva già quattro figli nati dal precedente marito Hans Ackermann, morto durante la seconda guerra mondiale. Da questo matrimonio nacque l'unico figlio riconosciuto, Andreas Furtwängler (nato a Zurigo il giorno 11 novembre 1944), divenuto archeologo.
Furtwängler è il suocero dell'attrice Kathrin Ackermann e il nonno paterno dell'attrice Maria Furtwängler. Sulla lapide della sua tomba nel cimitero di Heidelberg, sulla quale ancora oggi vengono portati fiori, sono incise le parole: "Mi restano la fede, l'amore, la speranza, queste tre. Ma l'amore è più grande fra di loro". Accanto a lui sono sepolte la madre e la sorella, Märit Furtwängler, moglie del filosofo Max Scheler.

## Il rapporto con il regime nazista

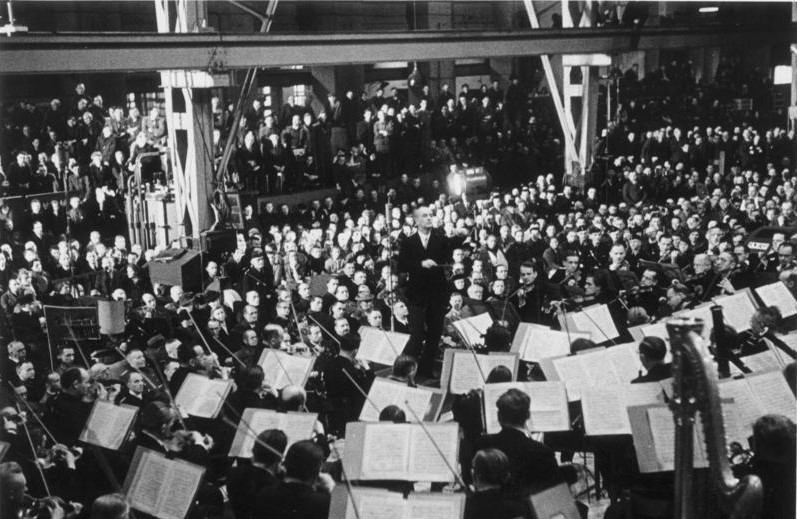
Wilhelm Furtwängler dirige per la propaganda nazista un concerto dentro una fabbrica di Berlino nel 1942.

Nel 1934, quando gli fu proibita la direzione della prima mondiale dell'opera Mathis der Maler di Paul Hindemith in quanto considerato dal regime un "musicista degenerato", Furtwängler per protesta diede le dimissioni da direttore stabile dell'Opera di Berlino, rimanendo direttore ospite per amore della ‘sua’ amata Filarmonica. 
Nel 1936 sembrava possibile che Furtwängler potesse seguire le orme dell'austriaco Erich Kleiber in esilio quando gli venne offerto il posto di direttore presso la New York Philharmonic Orchestra, ma in seguito lui stesso, mediante un comunicato all'Associated Press, fece sapere che riprendeva il suo posto all'Opera di Berlino, e ciò lo fece apparire agli occhi degli americani come un sostenitore del regime. La stampa americana non aveva esattamente idea di cosa rappresentasse Furtwangler per la cultura tedesca: era il più importante direttore tedesco, e lo è rimasto anche dopo la guerra nonostante il carrierismo dell’allora ancora semi-oscuro Karajan, che detronizzò il successore designato alla Filarmonica di Berlino, Celibidache, molto legato a Furtwangler . Durante il lungo processo di denazificazione dopo la guerra Furtwangler disse semplicemente che i nazisti non lo avrebbero mai fatto emigrare, a costo di ucciderlo perché era considerato un monumento nazionale . Furtwängler non aderì mai al partito nazista e non volle mai eseguire il saluto nazista, ma nonostante ciò fu sempre trattato bene dai nazisti, i quali lo consideravano quasi come il "direttore ufficiale del regime" pur non essendolo. Nel settembre 1944 venne inserito da Joseph Goebbels nella Gottbegnadeten-Liste, un elenco degli artisti considerati fondamentali per la cultura tedesca.
Diverse furono le direzioni di Furtwängler in concerti a diretto vantaggio del regime: nel febbraio 1938 diresse la Filarmonica di Berlino in un concerto organizzato per la Gioventù hitleriana, e, nello stesso anno, diresse l'opera I maestri cantori di Norimberga di Wagner la sera prima del compleanno di Adolf Hitler. Non diresse mai ai raduni ufficiali del partito di Norimberga, con vari pretesti : o malattia, o impegni già presi, o escogitando stratagemmi (suonando il giorno prima o dopo) . I suoi concerti erano spesso trasmessi alla radio per tentare di sollevare il morale delle truppe, nonostante fosse risaputo che le truppe preferivano le canzoni, le operette e soprattutto la nuova musica americana jazz che veniva distribuita dai nazisti e che veniva ampiamente diffusa alla radio al posto dei concerti di Furtwangler. Goebbels si incaricava di trasmettere i concerti solo quando era sicuro che la radio venisse sentita dagli Alleati. Diresse anche concerti a Praga nel maggio e nel novembre del 1940, e ancora nel marzo del 1944 per la vigilia del quinto anniversario dell'occupazione tedesca. Nel 1942 diresse la nona di Beethoven in occasione della vigilia del compleanno di Hitler, quell’anno non riuscì a sottrarsi , ma suonò il giorno prima del compleanno.
Sempre nel 1942 diresse Fidelio al Wiener Staatsoper.
È pur vero che Furtwängler, dopo l'avvento del nazismo, non emigrò all'estero, come fecero tanti altri esponenti della cultura tedesca non favorevoli al regime hitleriano, ma restò in Germania facendosi nominare vicepresidente della Reichmusikkammer,  più per incapacità di vivere in un mondo non tedesco che per fede politica, che non è mai stata nazista, ma profondamente tedesca, sulla scia di Wagner e von Bülow
Albert Speer dichiarò che, nel dicembre del 1944, Furtwängler gli chiese se la Germania avesse ancora qualche possibilità di vincere la guerra. Speer rispose negativamente e consigliò al direttore d'orchestra di fuggire in Svizzera, facendogli capire che era sotto il mirino della Gestapo, organo indipendente dall’ormai semi-impotente Goebbels, che conosceva il valore del direttore d’orchestra. Furtwängler diresse il suo ultimo concerto a Vienna il 28 gennaio 1945, eseguendo la seconda sinfonia di Brahms, e poi si trasferì a Zurigo.
Dopo il termine del conflitto venne accusato dagli americani di aver sostenuto il regime e di aver fatto propaganda antisemita contro il direttore Victor de Sabata. La cosa fu completamente inventata:  De Sabata era triestino , nato sotto l’Austria e grande musicista con repertorio completamente differente da Furtwängler. Venne sottoposto ad un processo, al termine del quale, tuttavia, venne ritenuto innocente. Durante il processo dichiarò:
Nel 1947 diresse il primo concerto postbellico nella Alte Philharmonie Saal di Berlino.
Nel 1949 Furtwängler accettò la posizione di direttore della Chicago Symphony Orchestra, ma l'orchestra ritirò l'offerta dopo manifestazioni di disapprovazione da parte di diversi musicisti ebrei, fra i quali Vladimir Horowitz e Artur Rubinstein. Rubinstein scrisse che: "Se Furtwängler fosse stato davvero convinto delle proprie idee democratiche avrebbe potuto lasciare la Germania."
Il violinista Yehudi Menuhin, invece, fu tra le persone della comunità ebraica americana ad avere un'opinione positiva di Furtwängler. Nel 1933, anno della nomina di Hitler a cancelliere, Menuhin rifiutò di suonare sotto la direzione di Furtwängler, mentre alla fine degli anni quaranta, dopo la guerra, avendo svolto una ricerca personale sul passato del direttore, cambiò idea e suonò con lui.
I nastri dei concerti diretti a Berlino da Furtwängler fra il 1942 ed il 1944, sequestrati dai sovietici al termine della seconda guerra mondiale e trasportati successivamente a Mosca, sono stati restituiti alla Germania Ovest il 15 ottobre 1987 e sono stati pubblicati dalla Deutsche Grammophon in un cofanetto di dieci CD.

## Lo stile

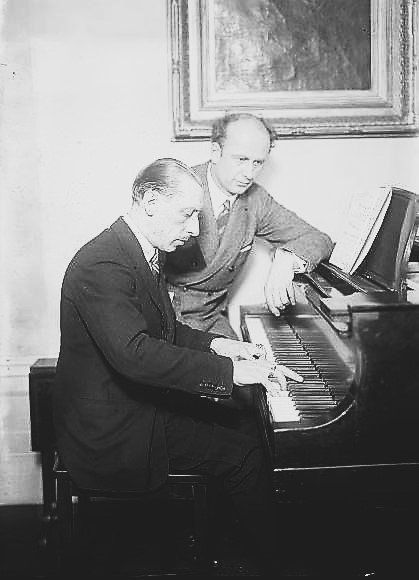
Igor' Fëdorovič Stravinskij, seduto al pianoforte, insieme a Wilhelm Furtwängler.

Furtwängler aveva una tecnica di conduzione unica. Egli vedeva la musica sinfonica come una creazione della natura: per questo compositori come Beethoven, Brahms, Bruckner e Wagner erano centrali nel suo repertorio, in quanto li considerava come grandi forze della natura.
Non gradiva l'approccio del collega Arturo Toscanini al repertorio tedesco, tanto da abbandonare la sala durante un suo concerto, definendo Toscanini un mero "battitore di tempo". Furtwängler dirigeva in quello che appariva quasi come uno stato di trance: i suoi gesti sembravano avere poca attinenza al ritmo della musica, mentre i movimenti del suo corpo vennero descritti da alcuni suoi orchestrali come quelli di "un burattino mosso da fili". In un filmato in particolare, girato durante l'esecuzione della nona sinfonia di Beethoven il 19 aprile 1942, in occasione del compleanno di Hitler, durante la parte finale della sinfonia, sono particolarmente evidenti i caratteristici movimenti meccanici del direttore, nonostante i quali, o forse a causa di essi, i musicisti restavano incantati dal suo carisma.
Furtwängler era famoso anche per il fatto di parlare molto poco e la sua incapacità di fornire spiegazioni, al punto che il suo allievo Sergiu Celibidache ricorda che la frase più esplicativa che riusciva a dire era: "Bisogna solo ascoltare". Carl Brinitzer, della BBC, quando cercò di intervistarlo, credette di avere di fronte un personaggio che non capiva ciò che gli si diceva. Una registrazione dal vivo di una prova con un'orchestra di Stoccolma documenta che Furtwängler non spiegava nulla, ma si limitava a mormorii senza significato apparente. Furtwängler fu molto rispettato fra i musicisti, ma un'eccezione in questo senso fu proprio Arturo Toscanini, il quale, a ragione, considerava Furtwängler la sua completa antitesi; i due erano acerrimi rivali e non ne fecero mai mistero. Una volta Toscanini, quando gli fu chiesto il nome del più grande direttore d'orchestra a suo giudizio, rispose ironicamente "Furtwängler!".

## Citazioni e omaggi
Nel 2001 il regista ungherese István Szabó realizzò il film A torto o a ragione, tratto dalla sceneggiatura La torre d'avorio (Taking Sides) del commediografo Ronald Harwood, nel quale narra la controversa vicenda di Wilhelm Furtwängler (interpretato da Stellan Skarsgård) come "direttore d'orchestra ufficiale del regime nazista". Szabó, alla fine del film, "assolve" Furtwängler, anche mostrando un filmato d'epoca nel quale si vede il direttore dirigere un concerto alla presenza, fra gli altri, del gerarca nazista Joseph Goebbels. Al termine dell'esecuzione Furtwängler non risponde ai saluti romani della platea e, dopo che Goebbels gli ha stretto la mano per complimentarsi, Furtwängler usa il fazzoletto per fare un gesto nel quale è possibile cogliere l'intenzione di pulirsi la mano che aveva appena stretto. Come si può verificare dal filmato d'epoca, in realtà, le autorità tedesche presenti applaudirono entusiasticamente il direttore al termine del concerto, ma non salutarono col braccio, dunque Furtwängler non eseguì il saluto perché nessuno tra le autorità lo aveva rivolto a lui, neanche Goebbels. Sempre dal filmato, inoltre, si evince un marcato spazio temporale tra il momento della stretta di mano con il ministro nazista e l'atto di passare da una mano all'altra il fazzoletto, spazio che il regista del film ha artatamente abbreviato nella sua pellicola.
Dalla stessa sceneggiatura Luca Zingaretti diresse, dal 2012, lo spettacolo teatrale La torre d'avorio, con Luca Zingaretti nella parte del Maggiore Steve Arnold e Massimo De Francovich nella parte di Wilhelm Furtwängler.

## Registrazioni degne di nota
Furtwängler lasciò un gran numero di fondamentali incisioni discografiche (leggendaria la nona sinfonia di Beethoven diretta a Bayreuth il 29 luglio 1951 a cui allude il celebre film di Stanley Kubrick Arancia meccanica). Di seguito un elenco delle registrazioni degne di particolare nota:
- Schubert, Sinfonia n.8, «Incompiuta», Wiener Philharmoniker, EMI Dacapo
- Čajkovskij, sesta sinfonia, esecuzione in studio di registrazione con i Berliner Philharminiker, 1938 (EMI, Naxos).
- Schubert, nona sinfonia, esecuzione dal vivo con i Berliner Philharmoniker, 1942 (Deutsche Grammophon, Magic Master, Music and Arts, Opus Kura).
- Beethoven, nona sinfonia, esecuzione dal vivo con i Berliner Philharmoniker, marzo 1942 (Classica d'Oro, Music and Arts, Opus Kura, Tahra).
- Bruckner, quinta sinfonia, esecuzione dal vivo con i Berliner Philharmoniker, ottobre 1942 (Classica d'Oro, Deutsche Grammophon, Music and Arts).
- Beethoven, quinta sinfonia, esecuzione dal vivo con i Berliner Philharmoniker, giugno 1943 (Classica d'Oro, Deutsche Grammophon, Enterprise, Music and Arts, Opus Kura, Tahra).
- Beethoven, settima sinfonia, esecuzione dal vivo con i Berliner Philharmoniker, novembre 1943 (Classica d'Oro, Deutsche Grammophon, Music and Arts, Opus Kura).
- Bruckner, ottava sinfonia, esecuzione dal vivo con i Wiener Philharmoniker, ottobre 1944 (Deutsche Grammophon, Music and Arts).
- Bruckner, nona sinfonia, esecuzione dal vivo con i Berliner Philharmoniker, ottobre 1944 (Deutsche Grammophon).
- Beethoven, terza sinfonia, esecuzione dal vivo con i Wiener Philharmoniker, dicembre 1944 (Music and Arts, Preiser, Tahra).
- Brahms, seconda sinfonia, esecuzione dal vivo con i Wiener Philharmoniker, gennaio 1945 (Deutsche Grammophon, Music and Arts).
- Brahms, quarta sinfonia, esecuzione dal vivo con i Berliner Philharmoniker, ottobre 1948 (EMI).
- Brahms, terza sinfonia, esecuzione dal vivo con i Berliner Philharmoniker, dicembre 1949 (EMI).
- Beethoven, nona sinfonia, esecuzione dal vivo per la riapertura del Festival di Bayreuth nel 1951 (EMI).
- Brahms, prima sinfonia, esecuzione dal vivo con la North German Radio Symphony Orchestra, Amburgo, ottobre 1951 (Music and Arts, Tahra).
- Wagner, Tristano e Isotta, registrazione in studio, luglio 1952 (EMI, Naxos) con Kirsten Flagstad, Philharmonia Orchestra – Grammy Hall of Fame Award 1988
- Wagner, L'anello del Nibelungo nel 1953 (EMI).
- Furtwängler, seconda sinfonia, esecuzione dal vivo con i Wiener Philharmoniker, febbraio 1953 (Orfeo).
- Schumann, quarta sinfonia, esecuzione in studio di registrazione con i Berliner Philharmoniker, maggio 1953 (Deutsche Grammophon).
- Schubert, Die Zauberharfe, ouverture, esecuzione dal vivo con i Berliner Philharmoniker, settembre 1953 (Deutsche Grammophon).
- Mozart, Don Giovanni, Cesare Siepi/Lisa Della Casa, regia Paul Czinner 1954 Deutsche Grammophon DVD, esecuzioni dal vivo del 1953 e 1954 al Festival di Salisburgo disponibili in diverse etichette.
- Beethoven, nona sinfonia, esecuzione dal vivo al Festival di Lucerna del 1954 con la London Philharmonic (Music and Arts, Tahra).

## Prime esecuzioni degne di nota
- Bartók, concerto per pianoforte n. 1 (con Bartók al piano), Francoforte, 1º luglio 1927.
- Schönberg, variazioni per orchestra op. 31, Berliner Philharmoniker, Berlino, 2 dicembre 1928.
- Richard Strauss, Vier letzte Lieder (Ultimi quattro lieder) per soprano e orchestra, Kirsten Flagstad (soprano) Philharmonia Orchestra di Londra, 22 maggio 1950.

## Composizioni di Wilhelm Furtwängler

### Per orchestra
- Sinfonia n. 1 in si minore.
- Sinfonia n. 2 in mi minore.
- Sinfonia n. 3 in do diesis minore.
- Ouverture in mi maggiore.
- Concerto sinfonico per pianoforte e orchestra.

### Musica da camera
- Quintetto per pianoforte in do maggiore.
- Sonata per violino n. 1 in re minore.
- Sonata per violino n. 2 in re maggiore.

### Musica corale
- Te Deum per coro e orchestra.

## Onorificenze

### In vita
- 1929: cittadinanza onoraria di Mannheim.
- 1929: medaglia al merito delle scienze e delle arti.
- 1933: consigliere di stato di Prussia.
- 1939: ordine della Legion d'onore (la cui accettazione gli venne proibita da Hitler).

### Postume
- 1955: Piazza Furtwängler (Furtwänglerplatz) a Vienna-Hietzing.

### Annotazioni
1. ↑  Alla fine della sua carriera, Adolf Furtwängler era considerato in Germania la massima autorità per l'archeologia dell'antica Grecia. La maggior parte dei libri attualmente pubblicati sull'arte dell'antica Grecia in francese, tedesco e inglese citano ancora alcune delle sue opere. Cfr. Karla Höcker, libretto accluso al CD DG Franz Josef Haydn Sinfonia n. 88 427 404-1, pag. 10.

### Fonti e riferimenti
1. ↑   Il caso Furtwangler ,Roncigli , edizioni Zecchini, 2009.
2. ↑  John Ardoin, The Furtwängler Record.
3. ↑  Howard Taubman, "Musicians' Ban on Furtwaengler Ends His Chicago Contract for '49". New York Times.
4. 1 2   Wilhelm Furtwängler conducts the 9th symphony of Beethoven (finale), su YouTube. URL consultato il 16 febbraio 2017.
5. ↑   Catalogo SBN, su sbn.it. URL consultato il 15 luglio 2015.

### In tedesco
- (DE) Wilhelm Furtwängler, Gespräche über Musik, Zurigo, Atlantis Verlag, 1948, ISBN non esistente.
- (DE) Curt Riess, Furtwängler, Musik und Politik, Berna, Scherz, 1953, ISBN non esistente.
- (DE) Wilhelm Furtwängler, Ton und Wort, Wiesbaden, Brockhaus, 1954, ISBN non esistente.
- (DE) P. Wackernagel, Wilhelm Furtwängler. Die Programme der Konzerte mit dem Berliner Philharmonischen Orchester, 1922-1954, Wiesbaden, Brockhaus, 1958, ISBN non esistente.
- (DE) Karla Hocker, Wilhelm Furtwängler, Weg und Wesen, Berlino, Rembrandt Verlag, 1960, ISBN non esistente.
- (DE) Elisabeth Furtwängler, Über Wilhelm Furtwängler, Wiesbaden, Brockhaus, 1980, ISBN non esistente.
- (DE) Frank Thiess, Wilhelm Furtwängler Briefe, Wiesbaden, Brockhaus, 1980, ISBN non esistente.
- (DE) Berndt Wilhelm Wessling, Furtwängler, eine kritische Biographie, Stoccarda, Deutsche Verlag Anstalt, 1985, ISBN non esistente.
- (DE) Berta Geissmar, Musik im Schatten der Politik, Zurigo, Atlantis Verlag, 1985, ISBN non esistente.
- (DE) Fred K. Prieberg, Kraftprobe. Wilhelm Furtwängler im Dritten Reich, Wiesbaden, Brockhaus, 1986, ISBN non esistente.
- (DE) Oliver Blümel, Die zweite und dritte Sinfonie Wilhelm Furtwänglers, Berlino, Tenea, 2003, ISBN 3-936582-70-X.
- (DE) Herbert Haffner, Furtwängler, Berlino, Parthas, 2003, ISBN 3-932529-45-6.
- (DE) Eberhard Straub, Die Furtwänglers. Geschichte einer deutschen Familie, Monaco di Baviera, Siedler Verlag, 2007, ISBN 978-3-88680-839-7.
- (DE) Dietrich Fischer-Dieskau, Jupiter und ich. Begegnungen mit Wilhelm Furtwängler, Berlino, Berlin University Press, 2009, ISBN 978-3-940432-66-7.
- (DE) Klaus Lang, Celibidache und Furtwängler: der grosse philharmonische Konflikt in der Berliner Nachkriegszeit, Vißner Verlag, 2010, ISBN non esistente.
- (DE) Klaus Lang, Wilhelm Furtwängler und seine Entnazifizierung, Aachen, Shaker Media, 2012, ISBN non esistente.

### In inglese
- (EN) D. Gillis, Furtwängler and America, New York, Maryland Books, 1970, ISBN non esistente.
ristampato nel 1980 dalla Rampart Press di Forestville
- (EN) Wilhelm Furtwängler e Michael Tanner, Notebooks 1924-1954, Londra, Quartet, 1989, ISBN non esistente.
- (EN) John Ardoin, The Furtwängler Record, Portland, Amadeus Press, 1990, ISBN 0-931340-69-1.
- (EN) Hans-Hubert Schönzeler, Furtwängler, Portland, Timber Press, 1990, ISBN 0-7156-2313-3.
- (EN) F. K. Prieberg, Trial of Stength. Wilhelm Furtwängler and the Third Reich, Londra, Quartet Books, 1991, ISBN non esistente.
- (EN) Sam H. Shirakawa, The devil’s music master – the controversial life and career of Wilhelm Furtwängler, New York, Oxford University Press, 1992, ISBN 0-19-506508-5.
- (EN) M. H. Kater, The Twisted Muse: Musicians and Their Music in the Third Reich, Oxford, Oxford University Press, 1997, ISBN non esistente.

### In francese
- (FR) Wilhelm Furtwängler, Entretiens sur la musique, Parigi, Albin Michel, 1953, ISBN non esistente.
traduzione francese del tedesco Gespräche über Musik di Jacques-Gabriel Prod'homme e Fred Goldbeck
- (FR) Wilhelm Furtwängler, Musique et Verbe, traduzione di Jacques Feschotte, Jacqueline Feschotte, Parigi, Albin Michel, 1963, ISBN non esistente.
traduzione francese del tedesco Ton und Wort; ristampato nel 1979 dalla Pluriel di Parigi con nuova traduzione di J.-G. Prod'homme, Fred Goldbeck, Jacques Feschotte e Bernard Goldschmidt
- (FR) Elisabeth Furtwängler, Wilhelm Furtwängler, Parigi, Lattès, 1983, ISBN non esistente.
prima traduzione francese del tedesco Über Wilhelm Furtwängler
- (FR) Gérard Gefen, Furtwängler – Une biographie par le disque, Parigi, Éditions Belfond, 1986, ISBN 2-7144-1866-X.
- (FR) Werner Thärichen, Furtwängler ou Karajan, traduzione di Rémy Louis, Arles, Coutaz, 1990, ISBN 2-87712-043-0.
- (FR) Elisabeth Furtwängler, Pour Wilhelm - suivi d'une correspondance inédite (1941-1954), traduzione di Michel Cresta, prefazione di Daniel Barenboim, Parigi, L'Archipel, 2004, ISBN 2-84187-646-2.
seconda traduzione francese aggiornata del tedesco Über Wilhelm Furtwängler.
- (FR) Audrey Roncigli, Le cas Furtwängler – un chef d'orchestre sous le IIIe Reich, prefazione di Jeremy Menuhin, Parigi, Imago, 2009, ISBN 978-2-84952-069-7.
- (FR) Klaus Lang, Celibidache et Furtwängler, traduzione di Hélène Boisson, Parigi, Buchet/Chastel, 2012, ISBN 978-2-283-02559-8.
traduzione francese del tedesco Celibidache und Furtwängler.

### In italiano
- Audrey Roncigli, Il caso Furtwängler. Un direttore d'orchestra sotto il Terzo Reich, Varese, Zecchini Editore, 2013, ISBN 978-8-86540-027-2.
traduzione italiana di Le cas Furtwängler – un chef d'orchestre sous le IIIe Reich.
- Alberto Fassone, Wilhelm Furtwängler. Pensare e ricreare la musica, Milano, Mimesis, 2023, ISBN 978-88-5759-788-1.